# Meat shits
Meat Shits är ett amerikanskt Porngrind-band från Modesto, Kalifornien, bildat 1987 under namnet Chemical Dependency. Bandets skivbolag är Sevared Records.

## Medlemmar
- Robert Deathrage - sång
- Ismael Alvarado - bas och bakgrundssång
- Avelino Manalo - trummor
- Ed Manalo - elgitarr

## Diskografi

### Demos
- Frectate Fumes (1987)
- Meet the Shits (1988)
- Menstrual Samples (1989)
- Bowel-Rot (1989)
- Regurgitated Semen (1990)
- Let There Be Shit (1991)

### EP
- Genital Infection (1991)
- Fuck Frenzy (1992)
- Final Exit (1992)
- Sexual Abuse (1993)
- Make Me Cum (1993)
- Take This and Eat It (1993)
- Homosexual Slaughter
- Mindfuck Delirium
- Bowel-Rot

### Split-skivor
- Split 7" med Butt Auger (1991)
- Split 7" med Anal Cunt (1991)
- Split 7" med Anal Massaker (1992)
- Split 7" med Dead (1992)
- Split 7" med Psycho
- Split 7" med Dissension
- Split 7" med W.B.I.
- Rape-Bait Split 7" med Catatonic Existence
- Another Day of Death Split 7" med Necrophiliacs
- Give Hate a Chance / Elect Me God, and I’ll Kill You All… Split CD med Catatonic Existence
- Tomb of the Guardian Angel Split 7" med Clotted Symmetric Sexual Organ

### Fullängdsalbum
- Ecstasy of Death (1993)
- For Those About to Shit We Salute You (1993)
- The Second Degree of Torture (1995)
- Violence Against Feminist Cunts (även känt som Vicious Acts Of Machismo och Tenebrae)
- Gorenography (2002)
- Give Hate a Chance (2005)
- Sniper at the Fag Parade (återutgivning av The Second Degree of Torture med ett nytt albumomslag och vissa nya låtar)
- Whorible Volume One